# پاتاسکالا (اوهایو)
پاتاسکالا(به انگلیسی: Pataskala) شهری در ایالت اوهایو کشور ایالات متحده آمریکا است که جمعیت آن در سرشماری سال ۲۰۱۰ میلادی، ۱۴٬۹۶۲ نفر بوده‌است.